# Las Vueltas
Las Vueltas ist eine Gemeinde im Departamento Chalatenango in El Salvador. Sie befindet sich im Norden des Landes auf einer Höhe von 826 m.

## Geschichte
Las Vueltas wurde 1765 von Auswanderern aus Chalatenango gegründet.
Das Departement Chalatenango wurde durch den Bürgerkrieg nach Ermordung von Erzbischof Óscar Romero im Jahr 1980 stark beeinflusst. Nach dem Friedensabkommen vom 16. Januar 1992 hat sich das Gemeindeleben auch durch Wiederansiedelung normalisiert.

## Gliederung
Der Ort besteht aus den sechs Kantonen Conacaste, El Sicahuite, La Ceiba, La Laguna Seca, Los Naranjos und San José.
Per Gesetz vom 12. Mai 1902 wurde die damalige Gemeinde La Ceiba abgeschafft und in der Gemeinde Las Vueltas in einen Kanton umgewandelt.
Bereits am 23. April 1906 wurde La Ceiba zusammen mit dem ebenfalls wohlhabenden Kanton La Laguna wieder ausgegliedert und Teil der Gerichtsbarkeit von Chalatenango.
Seit dem 8. April 1943 sind sie wieder Teil der Gemeinde.

## Sehenswürdigkeiten
Es gibt einen natürlichen Kessel mit heißem Wasser (El Volcán, El Conacaste y la Bola) und Vorkommen von Felsbildern (Petroglyphe) der Lenca.

## Partnerstädte
Seit 1987 gibt es eine Partnerschaft mit Windsor in  Kanada.